# Ștefan Bană
Ștefan Daniel Bană (Băilești, 29 ottobre 2004) è un calciatore rumeno, attaccante dell'Oțelul Galați, in prestito dall'U Craiova.

## Carriera

### Club
Cresciuto nel settore giovanili del U Craiova, il 12 luglio 2024 debutta in campionato, nel pareggio per 0-0 contro l'Hermannstadt.

## Statistiche

### Presenze e reti nei club
Statistiche aggiornate al 15 luglio 2025.
| Stagione           | Squadra            | Campionato         | Campionato | Campionato | Coppe nazionali | Coppe nazionali | Coppe nazionali | Coppe continentali | Coppe continentali | Coppe continentali | Altre coppe | Altre coppe | Altre coppe | Totale | Totale |
| Stagione           | Squadra            | Comp               | Pres       | Reti       | Comp            | Pres            | Reti            | Comp               | Pres               | Retin              | Comp        | Pres        | Reti        | Pres   | Reti   |
| ------------------ | ------------------ | ------------------ | ---------- | ---------- | --------------- | --------------- | --------------- | ------------------ | ------------------ | ------------------ | ----------- | ----------- | ----------- | ------ | ------ |
| 2021-2022          | U Craiova          | L1                 | 0          | 0          | CR              | 1               | 0               | -                  | -                  | -                  | -           | -           | -           | 1      | 0      |
| 2022-2023          | U Craiova          | L1                 | 0          | 0          | CR              | 0               | 0               | -                  | -                  | -                  | -           | -           | -           | 0      | 0      |
| 2023-2024          | U Craiova          | L1                 | 3+1        | 1+0        | CR              | 0               | 0               | -                  | -                  | -                  | -           | -           | -           | 4      | 1      |
| 2024-2025          | U Craiova          | L1                 | 23         | 1          | CR              | 4               | 1               | -                  | -                  | -                  | -           | -           | -           | 27     | 2      |
| Totale CSU Craiova | Totale CSU Craiova | Totale CSU Craiova | 27         | 2          |                 | 5               | 1               |                    | -                  | -                  |             | -           | -           | 32     | 3      |
| 2025-2026          | Oțelul Galați      | L1                 | -          | -          | CR              | -               | -               | -                  | -                  | -                  | -           | -           | -           | -      | -      |
| Totale carriera    | Totale carriera    | Totale carriera    | 27         | 2          |                 | 5               | 1               |                    | -                  | -                  |             | -           | -           | 32     | 3      |